# Меджидов, Джамбулат Меджидович
Джамбулат Меджидович Меджидов (13 октября 1994, с. Гуни, Казбековский район, Дагестан, Россия) — российский спортсмен, двукратный чемпион мира по смешанным единоборствам, призёр чемпионата России по боевому самбо, чемпион Европы по боевому самбо.

## Биография
Уроженец села Гуни Казбековского района Дагестана. Есть брат близнец: Джамал Меджидов — также самбист и боец смешанных единоборств. В ноябре 2018 года в Бахрейне Джамбулат, в составе сборной России представляя бойцовский клуб «Горец», стал чемпионом мира по смешанным единоборствам. 30 марта 2020 года ему было присвоено звание мастер спорта России по смешанным боевым единоборствам (ММА). 27 января 2021 года ему было присвоено звание мастер спорта России по самбо. 28 февраля 2021 года в Оренбурге, уступив в финале Магомеду Магомедову, стал серебряным призёром чемпионата России. В январе 2022 года в Кизилюртовском районе, одолев Магомеда Шайхова, выиграл турнир по смешанным единоборствам Eagle FC: Selection 4. 1 марта 2023 года в Перми стал серебряным призёром чемпионата России по боевому самбо, уступив в финале Саиду Саидову.

## Спортивные достижения
- Чемпионат мира по смешанным единоборствам 2018 — ;
- Чемпионат России по самбо 2021 — ;
- Чемпионат России по самбо 2023 — ;
- Чемпионат России по самбо 2025 — ;